# Alexandr Seidl
Dipl.-Kfm. Alexandr Seidl (* 30. prosince 1952) je český miliardář a podnikatel. Hodnotu jeho majetku odhadoval v roce 2010 deník Blesk na 2 až 3 miliardy korun českých.

## Životopis
Narodil se do židovsko-německé rodiny. Rodiče však zavřeli do vězení a malý chlapec tak musel pět let prožít v dětských domovech. Když rodiče ze žaláře propustili, emigrovala rodina postupně do Západního Německa. Seidl sem přišel coby patnáctiletý mladík. Dalších několik let svého života strávil také v Izraeli, ale pak se do Německa vrátil a na vysoké škole studoval obchod. Když studia dokončil, založil firmu a začal dovážet a vyvážet spotřební zboží a především textil z Asie. Ve svých podnikatelských aktivitách spolupracoval též s československými podniky zahraničního obchodu (například Centrotexem, Strojimportem či Transaktou).
Po sametové revoluci se vrátil zpět do Československa a začal prostřednictvím společnosti „Le Cygne sportif“ dovážet spotřební elektroniku, především televizory a mikrovlnné trouby. Vedle toho se též postupně stával majitelem firem, jež tehdy procházely privatizací. V komunálních volbách v roce 1998 neúspěšně kandidoval do zastupitelstva obce Lázně Libverda.

### Rodina
Seidl byl ženatý s Jarmilou (11. srpna 1951 – 18. srpna 2012), která je pohřbena na hřbitově v Lázních Libverdě. Je též otcem dvou synů. Jeden z nich je spoluvlastníkem společnosti Severočeská správa nemovitostí, druhý vlastnil firmu Cygnet. Po jeho úmrtí (25. září 2014) ji převzal jeho bratr.

## Podnikatelské aktivity
Po listopadu 1989 Seidl s jeho blízkým kolegou Zbyňkem Cejnarem kupovali firmy, které tou dobou procházely privatizací. Stali se tak majitelem společností Hikor Písek, České správy nemovitostí, Severoskla Nový Bor, dále sítě obchodních domů Prior. Seidl se stal i malým akcionářem kopřivnické Tatry či kompletním vlastníkem společnosti Lázně Libverda provozující léčebný komplex ve stejnojmenné obci. Následně se spolu se Zbyňkem Cejnarem stali majitelem vrchlabské nemocnice. Ředitelem tohoto zdravotnického zařízení byl Vladimír Dryml, který se později vydal na politickou dráhu a stal se náměstkem hejtmana Královéhradeckého kraje a senátorem. V polovině roku 2016, ale Seidl s Cejnarem vrchlabskou nemocnici prodali finanční skupině Penta.
V roce 2003 v televizním vysílání obvinil pracovníky České konsolidační agentury (ČKA) z korupce. Agentura následně Seidla zažalovala a soudní spor trval celkem devět let. Na jeho konci byl Seidl osvobozen. Mezi ty, kdo podnikatele žalovali, totiž patřila také manažerka agentury Radka Kafková, kterou posléze soud právě za korupci odsoudil.

### Farma Bolka Polívky
Český herec Bolek Polívka vybudoval v Olšanech jihozápadně od Vyškova farmu, v níž pořádal kulturní a recesistické programy. Když dostavoval hotel a přistavoval wellness centrum, získal na stavbu finance z fondů Evropské unie. Protože ale Polívka své finanční závazky nesplácel, podala na něj stavební firma Kaláb v říjnu 2012 návrh na insolvenci a soud poslal farmu v dubnu 2013 do konkurzu. Během podzimu roku 2013 se konala dražba. O farmu měl původně zájem i Seidl, ale nakonec se dražby nezúčastnil, protože podle serveru iDNES.cz nebyl spokojen s podobou smlouvy, díky které farma čerpala finance z Evropské unie. Vydražitel, společnost Alkony-CZ, nakonec farmu získal za 15 milionů českých korun. Seidl však mezitím od Polívky skoupil pozemky v okolí farmy včetně příjezdové cesty k ní. Tak si zajistil, že každý, kdo by chtěl na farmu přijet, by musel přes jeho pozemky. Proto od záměru získat farmu ustoupil i původní vydražitel. Když se pak konala druhá dražba, přihlásila se do ní Seidlova firma jako jediná a farmu získala za 11,5 milionů korun českých. Jeho kolega Zbyněk Cejnar koupil Polívkovy pohledávky, a tak si zajistili kompletní vlastnictví celé farmy.